# دیوید پیچلر
دیوید پیچلر (انگلیسی: David Pichler؛ زادهٔ ۳ سپتامبر ۱۹۶۸) یک شیرجه‌رو المپیکی آمریکایی است که نماینده ایالات متحده آمریکا در بازی‌های المپیک تابستانی ۱۹۹۶ در آتلانتا و در بازی‌های المپیک تابستانی ۲۰۰۰ در سیدنی بوده‌است.
پیچلر و مارک روئیز در فینال سکوی هماهنگ در مسابقات جایزه بزرگ غواصی FINA-USA در مه ۲۰۰۰ موفق به کسب ۳۰۱٫۲۶ امتیاز شدند، رقبای آن‌ها ماتئو هلم و رابرت نیوبری استرالیایی ۲۹۸٫۵۰ امتیاز را کسب کردند.
پیچلر در دبیرستان باتلر و دانشگاه ایالتی اوهایو تحصیل کرده‌است. در سال ۱۹۹۶ او به عنوان همجنسگرا آشکارسازی کرد.